# Spiloxene capensis
Spiloxene capensis là một loài thực vật có hoa trong họ Hypoxidaceae. Loài này được (L.) Garside miêu tả khoa học đầu tiên năm 1936.